# Henry Giessenbier
Henry Giessenbier était un banquier de Saint-Louis qui fonda la Jeune Chambre Internationale des États-Unis en 1915,.